# Cratichneumon naumanni
Cratichneumon naumanni là một loài tò vò trong họ Ichneumonidae.